# Maria Sirvent
Maria Sirvent i Escrig (Barcelona, 1987) es una abogada y política española. Desde el 17 de enero de 2018 es diputada en el Parlamento de Cataluña en la XII legislatura por la Candidatura de Unidad Popular.

## Biografía
Es abogada especializada en temas de género y de vivienda. Como activista social ha participado en movimientos como Solidaritat Antirepressiva de Terrassa. Encabezó las listas de la Candidatura de Unidad Popular al Ayuntamiento de Tarrasa en las elecciones locales de 2015, siendo elegida concejala.

## Parlamento de Cataluña
Fue elegida diputada por la Candidatura de Unidad Popular en las Elecciones al Parlamento de Cataluña de 2017, convocadas de acuerdo al artículo 155 de la Constitución española de 1978. Sirvent fue una de las cuatro políticas de la CUP que entraron en el Parlamento autonómico. En enero de 2018 declaraba a los medios que su grupo exigía «al próximo presidente de la cámara que enfoque su labor hacia la "materialización de la ‘República Catalana'"».